# 솜강

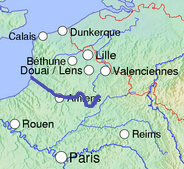
솜강

솜강(Somme)은 프랑스 북부 피카르디 지방을 서북쪽으로 흘러 영국 해협으로 흘러드는 강이다. 1916년에 이곳에서 제1차 세계 대전의 일부인 솜 전투가 일어났다.